# ناروساوا، یاماناشی
ناروساوا، یاماناشی (به لاتین: Narusawa, Yamanashi) یک منطقهٔ مسکونی در ژاپن است که در Minamitsuru District واقع شده‌است. ناروساوا ۸۹٫۵۸ کیلومترمربع مساحت و ۲٬۹۲۱ نفر جمعیت دارد.